# Богословская школа Афинского университета
Богосло́вская шко́ла Афи́нского университе́та (греч. Θεολογική Σχολή του Πανεπιστημίου Αθηνών, Афи́нская богосло́вская шко́ла, греч. Θεολογική Σχολή Αθηνών) — высшее учебное заведение Элладской православной церкви, действующее как подразделение (институт) Афинского университета. Богословский факультет был одним из четырёх факультетов, действовавших в составе Афинского университета во время его учреждения. «Колыбель греческого школьного богословия, где оно постепенно оформилось в научную дисциплину». Одно из ведущих православных богословских учебных заведений в мире.

## Название
Полное официальное название менялось соответственно изменению названия Афинского университета: С начала факультет именовался Богословская школа Университета им. Оттона (греч. Θεολογική Σχολή του Οθωνείου Πανεπιστημίου, но в 1862 название изменилось на Богословская школа Национального университета (греч. Θεολογική Σχολή του Εθνικού Πανεπιστημίου), с 1911 года именовалась Богословской школой Университета имени Каподистрии (греч. Θεολογική Σχολή του Καποδιστριακού Πανεπιστημίου) и, наконец, с 1932 года именуется «Богословской школой Афинского национального университета имени Каподистрии» (греч. Θεολογική Σχολή του Εθνικού και Καποδιστριακού Πανεπιστημίου Αθηνών).
Наиболее употребительное название данного учебного заведения в греческом языке — Афинская богословская школа (греч. Θεολογική Σχολή Αθηνών).
В русском использовании нередко «Богословскую школу» Афинского университета часто называют факультетом, но более близкая аналогия — институт, так как в её составе с 1970-х годов состоят два факультета. Таким образом на русском языке корректно называть данное учебное заведение Богословский институт Афинского университета или Богословское отделение Афинского университета.

## История
Фридрих Тирс был вызван президентом регентства графом Арманспергом, чтобы представить меморандум об организации образования. Для повышения уровня образования он предложил создание университета с четырьмя направлениями («школами»), одна была и Богословская. Продолжительность обучения с начала и в течение всей истории Афинской богословской школы составляла четыре года. Изначально школа расположилась в доме архитектора Стаматиса Клеантиса. Первый учебный год в ней начался в 1836—1837 году. Первый набор состоял из 8 учеников. В первый полный учебный год богословский факультет был укомплектован тремя профессорами: двумя ординарными и одним экстраординарным. Назначение первого преподавательского состава школы было произведено без указания предмета. Феоклит Фармакидис, исполнявший обязанности секретаря Священного Синода, никогда лично не преподавал, Михаил Апостолидис очень редко проводил занятия со студентами, поскольку также был занят делами церковного управления, а позднее стал митрополитом Афинским. Весь груз ответственности лег на двадцатипятилетнего Константина Кондогониса (1812—1878). В ноябре 1841 года по завершении университетского корпуса на Университетской улице в Афина школа переехала туда.
Об авторитете университетского богословского образования в народной среде свидетельствует то обстоятельство, что в 1852 году, спустя пятнадцать лет после основания богословского факультета, на нём обучалось лишь семь студентов. По мнению Афанасия Зоитакиса, учёные из Афин находились под безоговорочным влиянием протестантского богословия и не проявили интереса к современной и средневековой истории Православия. Университетские богословы этого периода в своих церковно-исторических исследованиях практически не затрагивали актуальных тем современности и недавнего прошлого, обращаясь преимущественно к древней истории Церкви, библеистике и археологии. В свою очередь идея о «постыдности» византийского периода истории Греции органично сомкнулась с протестантским отрицанием Предания и Вселенских соборов. В первые сто лет существования богословского отделения Афинского университета все преподаватели, получавшие сюда назначение, имели за плечами аспирантуры различных немецких университетов.
В 1923 году в Богословскую школу была принята первая студентка. После Второй мировой войны, для размещения увеличившегося потока студентов, Богословская школа использовала здания юридического факультета по улице Солонос и Сина; на Гиппократовой улице, и др. Наконец, с сентября 1976 года, школа переехала в новый просторный университетский кампус в Афинском предместье Илиссии.
С середины XX века началось нарастание интереса к православной традиции. Начало этому положила деятельность профессор догматического и символического богословия Афинского университета Иоанна Кармириса, который в том числе возвратил в сферу исторических исследований мистическое богословие. В послевоенный период к изучению православной традиции обратились не только богословы, но и многие философы, историки и филологи..
С 1970-х годов идёт переустройство ранее единой Богословской школы. В 1974 году в рамках школы был учреждён Пастырский факультет, но в 1975 году вместо него был учрежден Духовно-образовательный факультет с двухлетней программой. В 1977 году этот факультет был вновь заменён Пастырским с четырехлетней программой и целью «специального образования служителей Церкви, духовенств, мирского и монашествующего».
В 1982 году Богословская школа была определенно разделена на два факультета — Богословский и Пастырский. В октябре 1994 года последний был переименован в Социально-богословский факультет, целью которого была определена как образование «богословов способных к служению в духовенстве и преподаванию богословия», а также «исследователей занятых богословием в его разных сферах».

## Деканы
источник
- Мисаил (Апостолидис)[греч.] (1837—1848)
- Константинос Кондогонис[вд] (1848—1857)
- Дионисиос Клеопас (1857—1858)
- Константинос Кондогонис (1858—1860)
- Панайотис Ромботис[греч.] (1860—1861)
- Константинос Кондогонис (1861—1863)
- Панайотис Ромботис (1863—1864)
- Константинос Кондогонис (1864—1865)
- Александрос Ликургос[вд] (1865—1866)
- Панайотис Ромботис (1866—1867)
- Константинос Кондогонис (1867—1868)
- Феоклитос Вимбос[вд] (1868—1869)
- Панайотис Ромботис (1869—1870)
- Константинос Кондогонис (1870—1871)
- Панайотис Ромботис (1871—1872)
- Константинос Кондогонис (1872—1873)
- Николаос Дамалас[греч.] (1873—1874)
- Никифорос Калогерас (1874—1875)
- Кириакос-Анастасиос Диомидоус (1875—1876)
- Константинос Кондогонис (1876—1877)
- Зикос Росис (1877—1878)
- Кириакос-Анастасиос Диомидос (1878—1879)
- Никифорос Калогерас (1879—1880)
- Панайотис Павлидис[греч.] (1880—1881)
- Зикос Росис (1881—1882)
- Никифорос Калогерас (1882—1883)
- Николаос Даламас (1883—1884)
- Кириакос-Анастасиос Диомидус (1884—1885)
- Панайотис Павлидис (1885—1886)
- Закос Росис (1886—1887)
- Николаос Дамалас (1887—1888)
- Кириакос-Анастасиос Диомидус (1888—1889)
- Панайотис Павлидис (1889—1890)
- Закос Росис (1890—1891)
- Николаос Дамалас (1891—1892)
- Прокопиос Икономидис (1892—1894)
- Эммануил Золотас[греч.] (1894—1895)
- Закос Росис (1895—1896)
- Прокопиос Икономидис (1896—1897)
- Кириакос-Анастасиос Диомидус (1897—1898)
- Георгиос Дервос[греч.] (1898—1899)
- Иоаннис Месолорас[вд] (1899—1900)
- Игнатиос Мосхакис (1900—1901)
- Эммануил Золотас (1901—1902)
- Закос Росис (1902—1903)
- Георгиос Дервос (1903—1904)
- Кириакос-Анастасиос Диомидус (1904—1905)
- Иоаннис Месолорас[вд] (1905—1906)
- Эммануил Золотас (1906—1907)
- Николаос Папаяннопулос[вд] (1907—1908)
- Георгиос Дервос (1908—1909)
- Кириакос-Анастасиос Диомидус (1909—1910)
- Константинос Раллис (1910—1911)
- Иоаннис Месолорас[вд] (1911—1912)
- Христос Андруцос[вд] (1912—1913)
- Николаос Папаяннопулос (1913—1914)
- Георгиос Дервос (1914—1915)
- Хрисостомос Пападопулос (1915—1916)
- Иоаннис Месолорас[вд] (1916—1917)
- Христос Андруцос[вд] (1917—1918)
- Эммануил Золотас (1918—1919)
- Николаос Папаяннопулос (1919—1920)
- Георгиос Дервос (1920—1921)
- Христос Андруцос[вд] (1921—1922)
- Иоаннис Месолорас[вд] (1922—1923)
- Николаос Папаяннопулос (1923—1924)
- Григориос Папамихаил (1924—1925)
- Амилкс Аливизатос (1925—1926)
- Константинос Диовуниотис (1926—1927)
- Амилкс Аливизатос (1927—1928)
- Григориос Папамихаил (1928—1929)
- Димитриос Баланос (1929—1930)
- Василиос Стефанидис (1930—1931)
- Николаос Луварис[вд] (1931—1932)
- Григориос Папамихаил (1932—1933)
- Георгиос Сотириу[вд] (1933—1934)
- Панайотис Брайциотис[вд] (1934—1935)
- Амилкс Аливизатос (1935—1936)
- Константинос Диовуниотис (1936—1937)
- Николаос Луварис (1937—1938)
- Георгиос Сотириу[вд] (1938—1941)
- Николаос Луварис (1941—1942)
- Василиос Веллас[вд] (1942—1943)
- Панайотис Брайциотис[вд] (1943—1944)
- Панайотис Трембеллас (1944—1945)
- Леонидас Филиппидис[вд] (1945—1946)
- Василиос Стефанидис (1946—1947)
- Иоаннис Кармирис (1947—1948)
- Амилкс Аливизатос (1948—1949)
- Панайотис Брайциотис[вд] (1949—1950)
- Василиос Веллас[вд] (1950—1951)
- Панайотис Трембелас (1951—1952)
- Николаос Луварис (1952—1953)
- Иоаннис Кармирис (1953—1954)
- Леонидас Филиппидис[вд] (1954—1955)
- Василиос Иоаннидис (1955—1956)
- Константинос Бонис (1956—1957)
- Герасимос Конидарис[вд] (1957—1958)
- Панайотис Брациотис (1958—1959)
- Леонидас Филиппидис (1959—1960)
- Андреас Фитракис[вд] (1960—1961)
- Иоаннис Кармирис (1961—1962)
- Димитриос Мораитис (1962—1963)
- Василиос Иоаннидис (1963—1964)
- Константинос Бонис (1964—1965)
- Герасимос Конидарис (1965—1966)
- Маркос Сиотис[вд] (1966—1967)
- Андреас Фитракис[вд] (1967—1968)
- Афанасиос Хаступис[вд] (1968—1969)
- Констандинос Бонис[вд] (1969—1970)
- Афанасиос Хаступис[вд] (1970—1973)
- Эвангелос Феодору[вд] (1973—1974)
- Саввас Агуридис[вд] (1974—1975)
- Константинос Муратидис (1975—1976)
- Николаос Нисиотис (1976—1977)
- Андреас Феодору[вд] (1977—1978)
- Николаос Брациотис[вд] (1978—1979)
- Василеос Дендакис (1979—1980)
- Илиас Иконому[вд] (1980—1981)
- Власиос Фидас (1981—1983)
- Анастасиос Яннулатос (1983—1987)
- Василиос Цаконас[вд] (1987—1989)
- Илиас Иконому[вд] (1989—1992)
- Василиос Цаконас[вд] (1992—1994)
- Христос Вулгарис[вд] (1994—2000)
- Константинос Скутерис[англ.] (2000—2004)
- Георгиос Металлинос[англ.] (2004—2007)
- Элени Папакоста-Христинаки[вд] (2007—2011)
- Мариос Бегзос[греч.] (2011—2018)
- Теодорос Ягоу[вд] (21 июля 2018—24 июля 2020)
- Христос Караяннис[вд] (с 24 июля 2020 года)